# 衛獻公
衞獻公（？—前544年），即姬衎，為春秋諸侯國衞國君主之一，衞定公兒子，在位期間為前576年-前559年（在位18年）。前559年，國內發生政變，他奔齊國避難。前546年回國復位（在位3年）。

## 相關人物
- 孙林父
- 甯惠子
- 孙蒯
- 甯喜

| 前任： 衞定公 衞殤公 | 春秋衞國君主 前576年-前559年 前546年-前544年 | 繼任： 衞殤公 衞襄公 |